# Zsolt Erdei
Zsolt Erdei est un boxeur hongrois né le 31 mai 1974 à Budapest.

## Carrière
Médaillé de bronze aux Jeux olympiques de Sydney en 2000 dans la catégorie poids moyens, il devient champion du monde des mi-lourds WBO le 17 janvier 2004 après avoir battu aux points Julio César González.
Erdei défend sa ceinture à 10 reprises entre 2004 et 2008 et compte notamment des victoires sur Hugo Hernan Garay,, Mehdi Sahnoune et Thomas Ulrich.
Le 10 janvier 2009, il s'impose aux points face à l'Ukrainien Yuri Barashian puis renonce à son titre le 14 novembre afin de boxer dans la catégorie supérieure.
Le 21 novembre 2009, il bat aux points l'italien Giacobbe Fragomeni et remporte la ceinture WBC des lourd-légers, ceinture qu'il laisse vacante le 15 janvier 2010.